# Youly Algaroff
Youly Algaroff, francesizzazione di Julij Vladimirovič Algarov (in russo Юлий Владимирович Алгаров?; Sinferopoli, 28 marzo 1918 – Parigi, 6 agosto 1995), è stato un ballerino russo naturalizzato francese.

## Biografia
Nato in Crimea nel 1918, Youly Algaroff studiò danza a Berlino con Evgenija Ėduardova e a Parigi con Boris Kniaseff, Madame Rousanne (Rousanne Sarkissian) e Ljubov' Egorova, che nel 1937 gli procurò il suo primo impiego con il Ballet de la Jeunesse di Lione. Successivamente danzò per un breve periodo con i Nouveaux Ballets de Monte Carlo di Serge Lifar e poi con Les Ballets des Champs-Elysees di Roland Petit dal 1945; insieme alla compagnia di Petit si esibì anche a Londra, danzando al Teatro Adelphi e al Pricess Theatre in Les Forains e Jeu de Carts, ballando spesso come partner di Irene Skorik.
Durante gli anni quaranta danzò a più riprese con il balletto dell'Opéra di Parigi, di cui fu nominato danséur étoile nel 1952. All'interno della compagnia danzò tutti i maggiori ruoli maschili del repertorio classico e moderno, danzando anche ruoli originali in occasioni delle prime di nuovi balletti, tra cui Symphonie Fantastique di Léonide Massine e Printemps di Harald Lander a Vienna nel 1954. Apprezzato danseur noble, Algaroff era molto ricercato dalle prime ballerine del tempo per il bell'aspetto e le grandi doti da partner, tanto che Yvette Chauviré lo volle come Albrecht per la sua Giselle nel 1960 all'Opéra Garnier. Nello stesso anno riscosse grandi successi nella natia Unione Sovietica durante una tournée del balletto dell'Opéra di Parigi che lo vide danzare con grandi plausi di pubblico al Teatro Bol'šoj. Quattro anni dopo diede il suo addio alle scene e per anni lavorò come insegnante ed impresario.
Morì a Parigi nel 1995 e fu sepolto al cimitero dei Batignolles.